# Leucocarbo atriceps
El cormorán imperial (Leucocarbo atriceps) es una especie de ave suliforme de la familia Phalacrocoracidae que puebla las costas antárticas, y el extremo sur de la Patagonia.

## Subespecies
Se conocen dos subespecies de Leucocarbo atriceps:
- Leucocarbo atriceps atriceps - islas y costas de Argentina, y Chile, siendo más común en el océano Pacífico.
- Leucocarbo atriceps albiventer - islas y costas de islas Malvinas, sur de la Argentina, y Chile, siendo más común en el océano Atlántico. Esta subespecie es conocida como cormorán real.[6]

Algunas autoridades consideran que el cormorán antártico (Leucocarbo bransfieldensis), cormorán geórgico (Leucocarbo georgianus), así como Leucocarbo nivalis, Leucocarbo melanogenis y Leucocarbo purpurascens, son cada una especies diferenciadas, sin embargo varios expertos estiman que todas son subespecies de L.  atriceps. En contraste, algunos reconocen dos especies: L. atriceps con subespecies L. a. bransfieldensis, L. a. nivalis y L. a. georgianus; y L. albiventer con subespecies L. a. melanogenis y L. a. purpurascens. También se ha sugerido que se distingan tres especies: L. atriceps, incluida la subespecies L. a. albiventer; L. georgianus, con las subespecies L. g. bransfieldensis y L. g. nivalis; y L. melanogenis con las subespecies L. m. purpurascens y posiblemente L. m. verrucosus, actualmente reconocida como especie diferenciada, Leucocarbo verrucosus.

## Descripción
Mide entre 70 y 78 cm de longitud y pesa entre 1,8 y 3,5 kg. Los machos son más grandes que las hembras. Está dotado de brillantes plumas negras que cubren la mayor parte de su cuerpo, con el cuello y el vientre blancos. Posee alrededor de sus ojos, piel de un tono azul distintivo; presenta una perilla nasal de color amarillo anaranjado. Las patas son rosadas. Durante la temporada reproductiva  presenta un penacho eréctil negro del que carece en época no reproductiva, cuando tiene un área opaca la cara.

## Alimentación
Se alimenta de pequeños peces bentónicos, crustáceos, poliquetos, gasterópodos y pulpos. Prefieren los peces, especialmente Engraulis anchoita, mientras que, L. nivalis se alimenta principalmente de peces y poliquetos. La profundidad media de buceo para las poblaciones de América del Sur es de cerca de 25 m, mientras que para L. nivalis es de 5 m a 60 m. La mayoría de la alimentación se lleva a cabo en las regiones costeras, pero en América del Sur viaja a cierta distancia de la orilla para pescar.

## Reproducción
Es una especie monógama. Anida en colonias, a veces compartidas con otras especies aves marinas. La hembra pone hasta 5 huevos (por lo general 2 o 3), entre un nido de algas y  pasto, pegados con barro y excrementos. Los huevos eclosionan en unas cinco semanas, tras ser incubados por ambos padres.

## Taxonomía
Esta especie ha sido clasificada por algunos expertos dentro del género Phalacrocorax, pero, de acuerdo con los análisis de ADN, ha sido incluida dentro del género Leucocarbo.

## Galería de imágenes

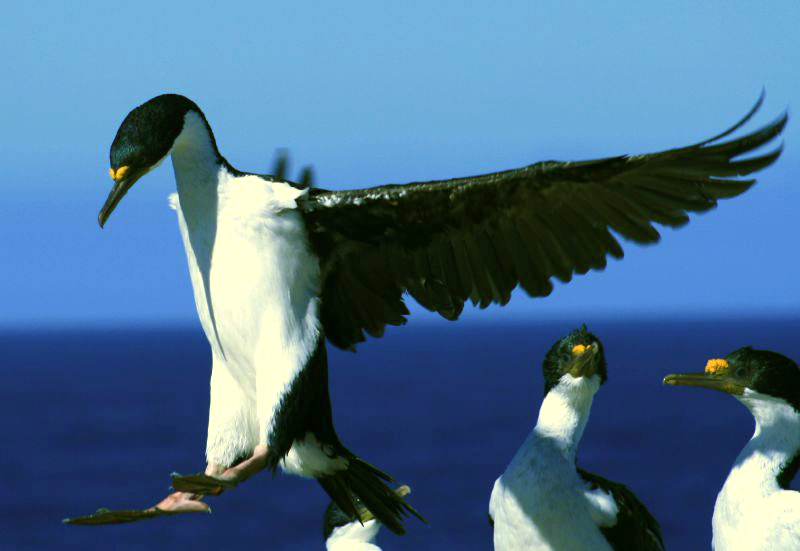
En las islas Malvinas.
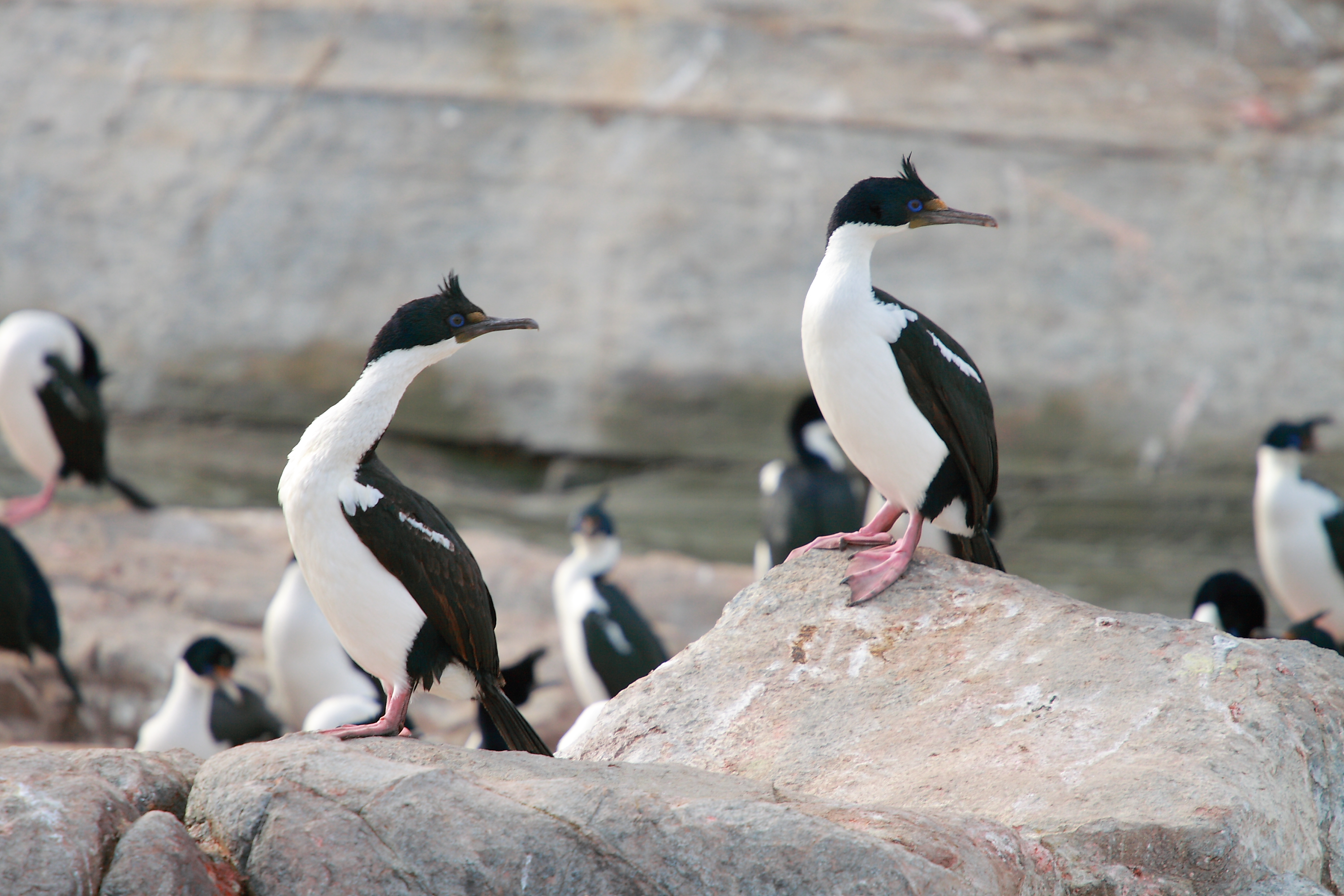
En el Canal Beagle.
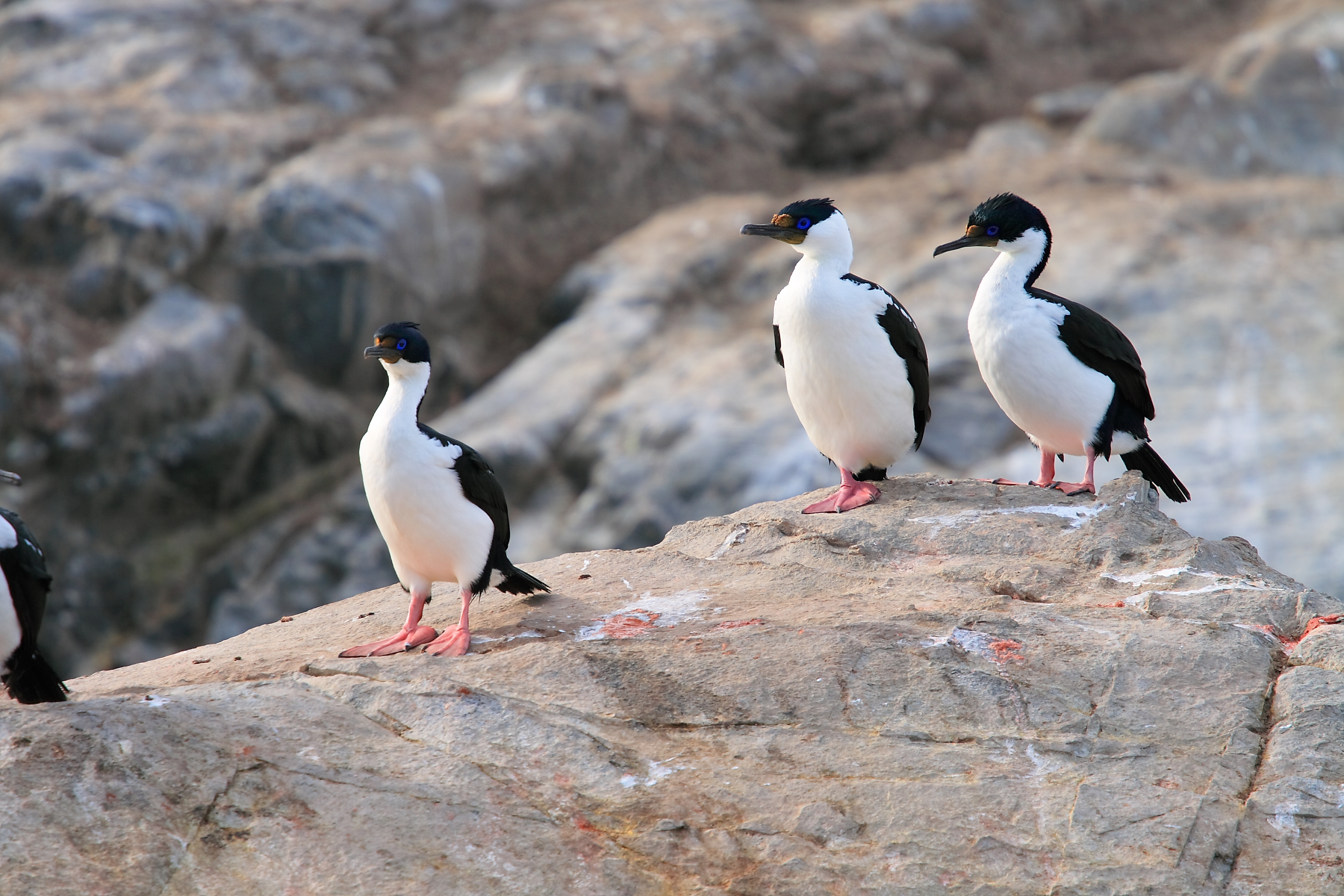
En el Canal Beagle.
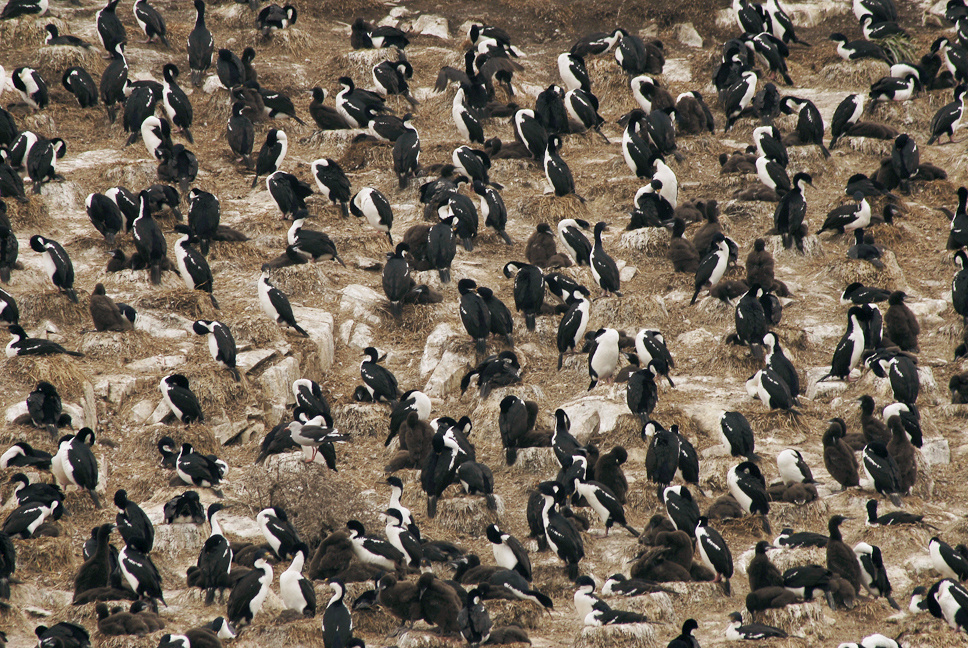
Gran colonia de L. atriceps en el Canal Beagle (Argentina.)